# Václav Hrubý (politik)
Václav Hrubý (* 20. října 1946) je český politik, v 90. letech 20. století poslanec Poslanecké sněmovny za ODS.

## Biografie
Ve volbách v roce 1996 kandidoval do poslanecké sněmovny za ODS (volební obvod Středočeský kraj). Nebyl ale zvolen. Do sněmovny usedl až dodatečně v únoru 1998 jako náhradník poté, co rezignoval poslanec Michal Lobkowicz. Zasedal v zemědělském výboru. V parlamentu setrval jen několik měsíců do voleb v roce 1998. Ve volbách v roce 1998 se uvádí jako nomimant na pozici na kandidátní listině ODS za oblastní sdružení Beroun.
V ODS se angažoval i nadále. Je členem oblastního smírčího výboru ODS Beroun. Působí v místním sdružení ODS Mořina.